# Abbaye Notre-Dame d'Aubignac
L’abbaye Notre-Dame d'Aubignac est une ancienne abbaye cistercienne, fondée par les moines de l'abbaye de Dalon, et qui était située sur le territoire de la commune de Saint-Sébastien, dans la Creuse.

## Histoire

### Fondation
Comme d'autres abbayes situées en Limousin ou en Berry (La Colombe, Le Landais, etc.), l'abbaye est fondée sur le site préexistant d'un ermitage que l'archevêque de Bourges voulait à la fois renforcer et encadrer par une règle monastique. Elle se place donc dans la filiation de l'abbaye bénédictine de Dalon, et devient cistercienne quand cette dernière choisit de se rattacher à l'abbaye de Pontigny. L'abbaye est instaurée grâce notamment au soutien des vicomtes de Brosse, notamment Bernard II.

### Moyen Âge
Le développement de l'abbaye reste modeste : elle ne possède jamais plus de six granges. Néanmoins, elle est assez connue, comme en témoigne le séjour de Bertrand Du Guesclin durant cinq jours à l'abbaye.

### La commende
À la fin du Moyen Âge, comme toutes les autres abbayes cisterciennes, celle d'Aubignac tombe sous le régime de la commende : l'abbé, qui n'est plus élu par les moines ni même nommé par Cîteaux, est choisi par le roi de France, en vertu du Concordat de Bologne ; ce n'est plus un moine, mais un noble, ne résidant pas systématiquement à l'abbaye et percevant ses revenus. Sous ce régime, l'abbaye s'appauvrit. Par exemple, à la fin du XVIe siècle, l'abbé commendataire refuse d'effectuer les réparations que lui demande instamment de faire l'abbé de Pontigny, d'où un délabrement grandissant. En 1602, un pillage en règle de l'abbaye est le fait de mercenaires à la solde du seigneur de Saint-Germain-Beaupré.

### La Révolution
L'abbaye est fermée à la Révolution, les deux moines restants chassés et les bâtiments vendus comme bien national. Ils sont méthodiquement démolis pour réutiliser les matériaux dans les constructions environnantes. Le cadastre de 1825 fait encore apparaître quelques bâtiments intacts ; mais, dès 1860, un seul édifice subsiste ; au XXe siècle, seuls quelques pans de murs témoignent de l'existence d'une abbaye à cet emplacement.